# Кабан (Арјеж)
Кабан (фр. Cabannes (Ariège)) је насељено место у Француској у региону Миди Пирене, у департману Арјеж.
По подацима из 2011. године у општини је живело 346 становника, а густина насељености је износила 397,7 становника/km².

## Демографија
| 1962. | 1968. | 1975. | 1982. | 1990. | 2011. |
| ----- | ----- | ----- | ----- | ----- | ----- |
| 437   | 444   | 470   | 469   | 332   | 346   |